# Capel-le-Ferne
Capel-le-Ferne – wieś w Anglii, w hrabstwie Kent, w dystrykcie Dover. Leży 21 km na południowy wschód od miasta Canterbury i 103 km na południowy wschód od centrum Londynu. W 2015 miejscowość liczyła 2430 mieszkańców.

Battle of Britain Memorial
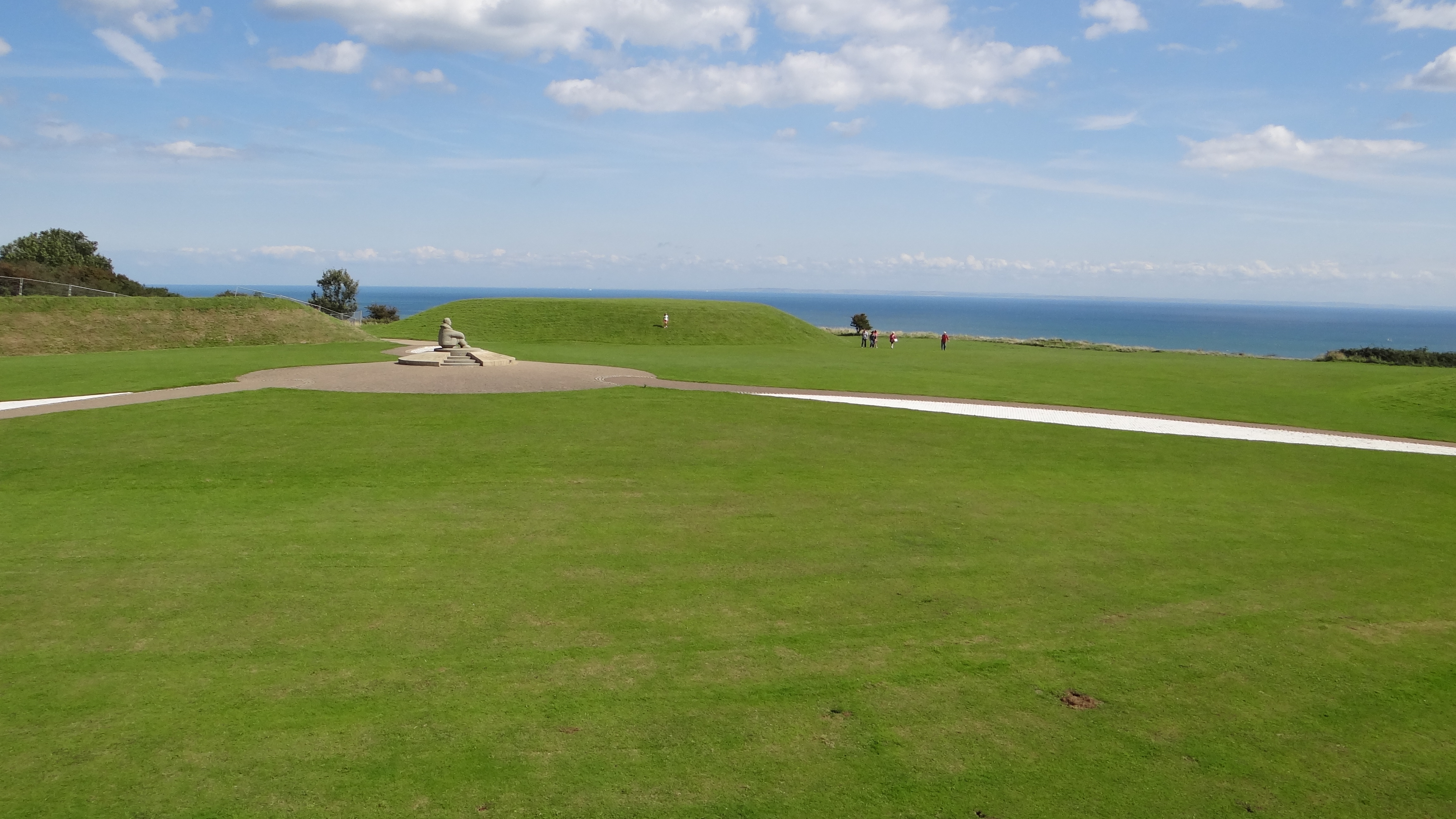
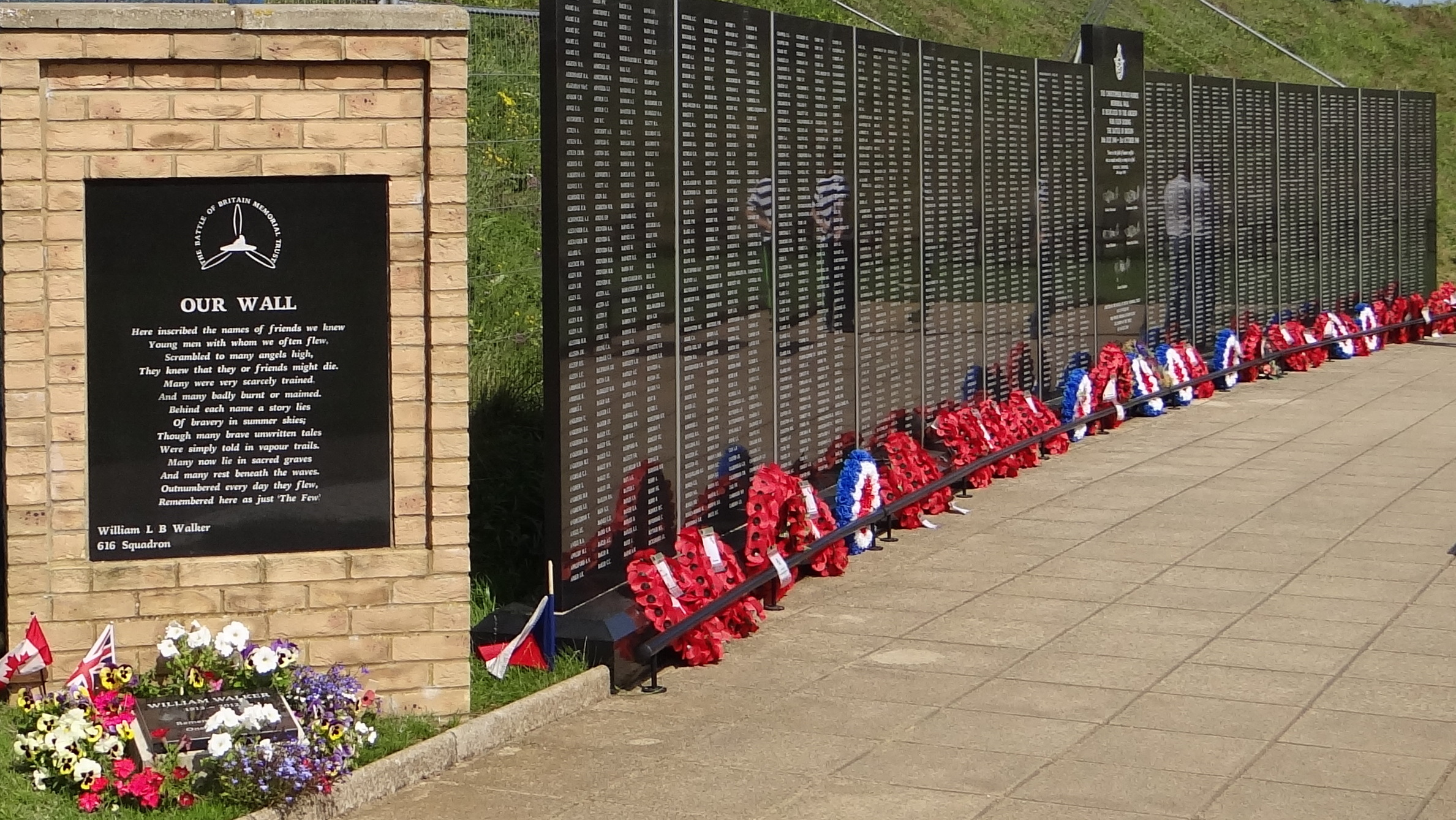
Memorial Wall
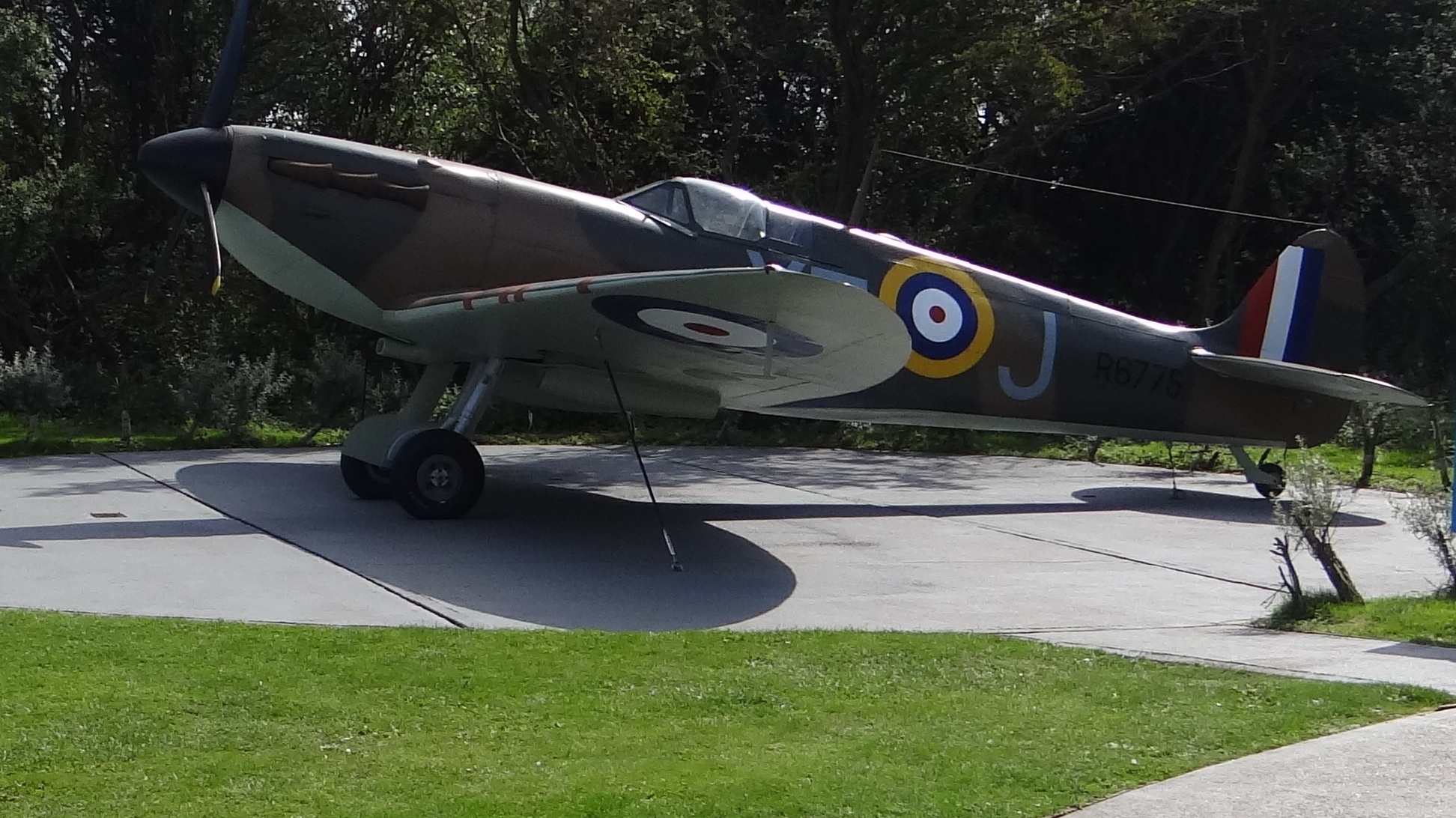
Airplane